# Accoltellamento

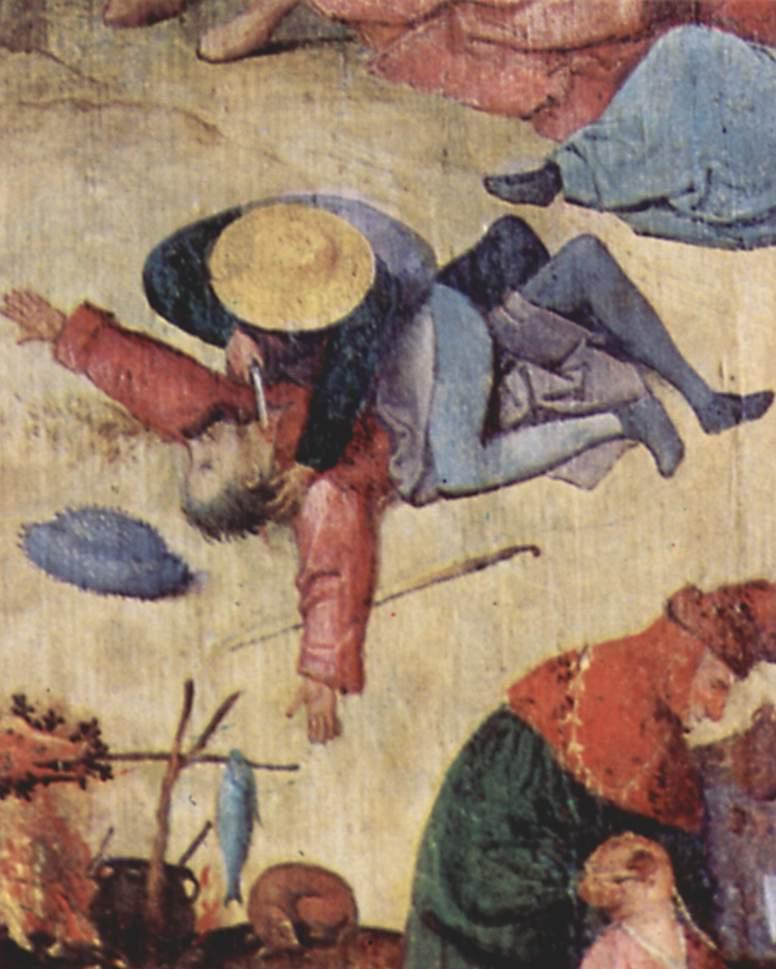
Un dettaglio del dipinto Trittico del Carro di fieno di Hieronymus Bosch (Museo del Prado, Madrid)

Per accoltellamento si intende l'atto di penetrare e colpire con un oggetto affilato o appuntito - solitamente un coltello o un pugnale - con l'intento di uccidere o ferire una o più persone. Spesso si tratta di un atto doloso, ma può anche verificarsi come gesto auto-diretto (ad esempio suicidio).
Gli accoltellamenti sono comuni tra le bande crimininali e nelle prigioni essendo i coltelli oggetti economici, facili da reperire, occultabili e relativamente efficaci. Nel 2013 si sono verificati circa 8.000.000 di accoltellamenti.

## Storia

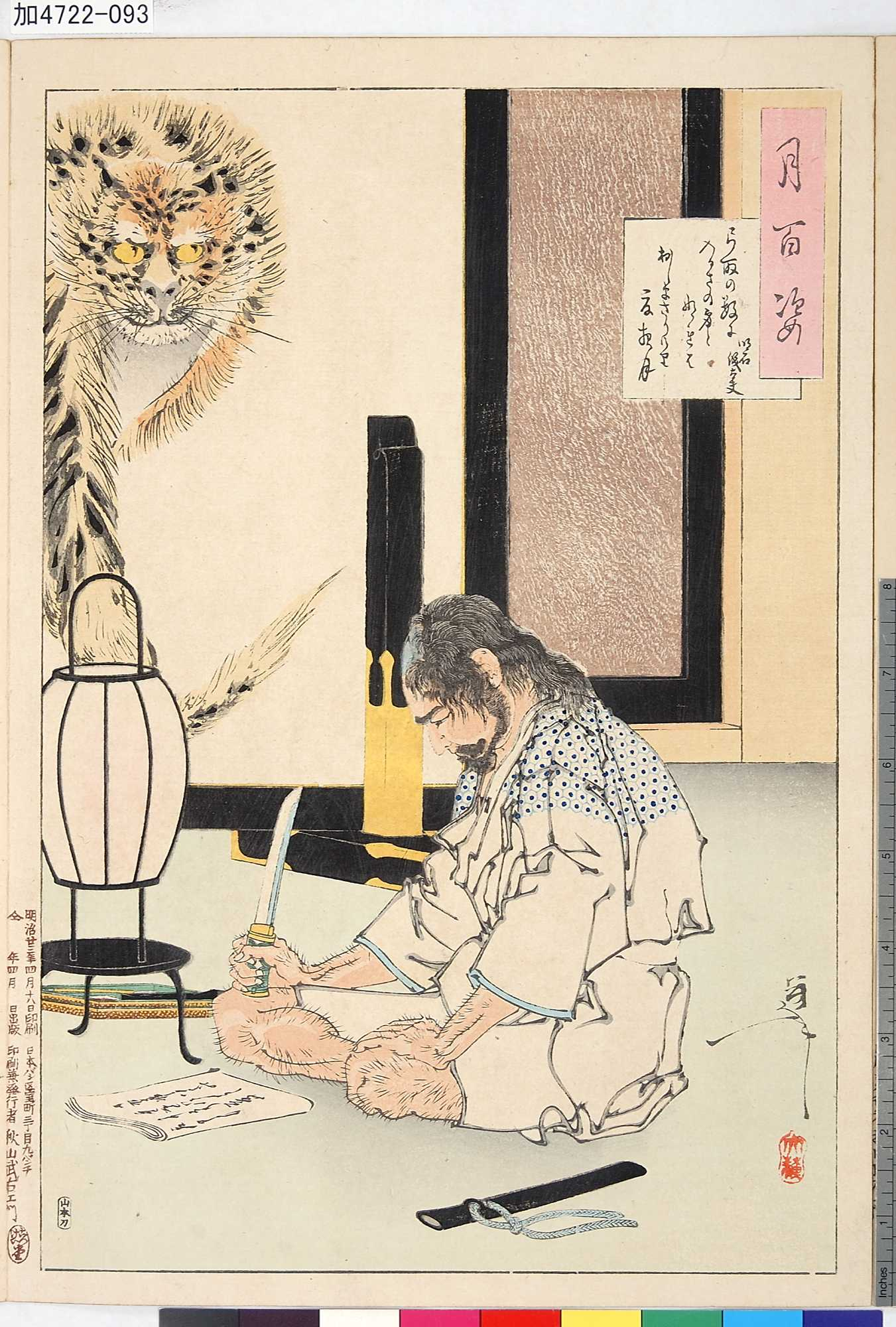
Il generale Akashi Gidayū si prepara al seppuku (1582)

Nel corso della storia l'accoltellamento è stato spesso il metodo utilizzato per assassinare personaggi storici illustri, come ad esempio il secondo califfo Umar e gli imperatori romani Giulio Cesare e Caligola.
In Giappone, l'antica pratica di pugnalare se stessi deliberatamente come suicidio rituale è conosciuta con il termine seppuku (o harakiri, che significa letteralmente "taglio del ventre", dal momento che comporta un taglio profondo all'addome). Il rituale è altamente codificato e la persona che commette il suicidio è assistita da un compagno a cui è affidato il compito di decapitarlo appena egli si fosse inferto la ferita all'addome.

## Meccanismo della lesione
La pelle umana presenta delle proprietà elastiche di auto-difesa; quando il corpo viene pugnalato da un oggetto sottile, come ad esempio un piccolo coltello da cucina, la pelle si chiude ermeticamente intorno all'oggetto e si richiude se l'oggetto tagliente viene rimosso, in modo da trattenere il sangue all'interno del corpo. 
Si è così ipotizzato che il solco, una depressione lungo la lama del coltello, funzioni per favorire la fuoriuscita del sangue da una ferita inferta dall'arma, al fine di causare più danni e velocizzare il processo di dissanguamento. Questo equivoco ha portato il solco ad essere impropriamente definito scolasangue o solco per il sangue. In realtà, la sua reale funzione è quella di alleggerire la lama senza diminuirne la resistenza e su molti coltelli è un elemento puramente decorativo. Tuttavia, nei casi di emorragie interne così come emorragie esterne, se un numero sufficiente di vasi sanguigni vengono tagliati provocando gravi ferite, l'elasticità della pelle non sarà più in grado di evitare che il sangue fuoriesca dal sistema circolatorio, accumulandosi inutilmente in altre parti del corpo.
La morte per accoltellamento è causata da shock, gravi perdite di sangue e perdita funzionale degli organi essenziali, come cuore e/o polmoni.

## Trattamento della lesione
Il trattamento dipende dagli organi e dai sistemi interessati dalla ferita, oltre che dall'entità del danno. In questi casi è importante che i medici controllino accuratamente la ferita, al fine di riscontrare possibili lacerazioni di un'arteria, che se non tempestivamente medicata, potrebbe causare complicazioni e a volte perfino la morte.
Nel caso in cui il soggetto presenti gravi ferite e sia instabile, la laparotomia può essere utile per rilevare e correggere eventuali lesioni interne.

## Esame autoptico
Solitamente, il corpo di un soggetto deceduto a causa di una ferita da taglio, viene sottoposto ad autopsia e la ferita viene ispezionata da un medico legale. Tale esame può fornire informazioni preziose sull'arma utilizzata per infliggere il danno. Dai risultati degli esami, il patologo dovrebbe essere in grado di offrire un giudizio sulle dimensioni dell'arma, compresa la larghezza o la lunghezza della lama. Infine, contusioni o abrasioni possono dare informazioni sul manico del coltello.